# Komzsik István
Komzsik István (Nagyvárad, 1936. január 22. –) magyar költő, színműíró.

## Életútja, munkássága
Marosvásárhelyt érettségizett (1954), a Szentgyörgyi István Színművészeti Főiskola hallgatója (1955–57), majd Kolozsvárt magyar nyelv és irodalom szakot végzett (1963). 1986-ig Marosvásárhelyt tanított. Szerepelt a fiatal költők Vitorla-ének (1967), Megtalált világ (1968) című antológiákban. Színpadi műveket is írt. 1986-ban áttelepült Magyarországra.

## Színpadi művei (válogatás)
- A fül (Csávossy Györggyel, komédia, bemutatták Marosvásárhelyt 1967-ben);
- Sakk (ifjúsági színmű, Csíkszereda 1969);
- Élet az uborkafán (szatirikus vígjáték; bemutatta a Temesvári Állami Magyar Színház 1977-ben);
- Megírta Karácsony Benő Napos oldal című regényének színpadi változatát.